# Orthostixis laetata
Orthostixis laetata är en fjärilsart som beskrevs av Fabricius 1798. Orthostixis laetata ingår i släktet Orthostixis och familjen mätare. Inga underarter finns listade i Catalogue of Life.